# اچ‌ام‌اس سنت وینسنت (۱۸۱۵)
اچ‌ام‌اس سنت وینسنت (۱۸۱۵) (به انگلیسی: HMS St Vincent (1815)) یک کشتی بود که طول آن ۲۰۵ فوت (۶۲ متر) بود. این کشتی  در سال ۱۸۱۵ ساخته شد.